# Vila Nova de Foz Côa
Vila Nova de Foz Côa és un municipi portuguès, situat al districte de Guarda, a la regió del Nord i a la Subregió del Douro. L'any 2001 tenia 8.494 habitants. Es divideix en 17 freguesies. Limita al nord amb Carrazeda de Ansiães i Torre de Moncorvo, al nord-est amb Freixo de Espada à Cinta, al sud-est amb Figueira de Castelo Rodrigo i Pinhel, al sud amb Mêda i a l'oest amb Penedono i São João da Pesqueira.

## Població
| Població del concelho de Vila Nova de Foz Côa (1801 – 2004) | Població del concelho de Vila Nova de Foz Côa (1801 – 2004) | Població del concelho de Vila Nova de Foz Côa (1801 – 2004) | Població del concelho de Vila Nova de Foz Côa (1801 – 2004) | Població del concelho de Vila Nova de Foz Côa (1801 – 2004) | Població del concelho de Vila Nova de Foz Côa (1801 – 2004) | Població del concelho de Vila Nova de Foz Côa (1801 – 2004) | Població del concelho de Vila Nova de Foz Côa (1801 – 2004) | Població del concelho de Vila Nova de Foz Côa (1801 – 2004) |
| ----------------------------------------------------------- | ----------------------------------------------------------- | ----------------------------------------------------------- | ----------------------------------------------------------- | ----------------------------------------------------------- | ----------------------------------------------------------- | ----------------------------------------------------------- | ----------------------------------------------------------- | ----------------------------------------------------------- |
| 1801                                                        | 1849                                                        | 1900                                                        | 1930                                                        | 1960                                                        | 1981                                                        | 1991                                                        | 2001                                                        | 2004                                                        |
| 2630                                                        | 4290                                                        | 13939                                                       | 14404                                                       | 16209                                                       | 11251                                                       | 8885                                                        | 8494                                                        | 8249                                                        |

## Freguesies
| - Almendra - Castelo Melhor - Cedovim - Chãs - Custóias - Freixo de Numão - Horta - Mós - Murça - Muxagata | - Numão - Santa Comba - Santo Amaro - Sebadelhe - Seixas - Touça - Vila Nova de Foz Côa Locals: - Pocinho - Cortes da Veiga |